# III. třída okresu Hradec Králové 2006/2007
V utkáních III. třídy okresu Hradec Králové 2006/2007, jedné ze skupin 9. nejvyšší fotbalové soutěže v Česku, se utkalo 14 týmů dvoukolovým systémem podzim – jaro. Tento ročník začal v srpnu 2006 a skončil v červnu 2007.
Postup do II. třídy okresu Hradec Králové 2008/2008 si zajistily první dva týmy Sokol Smidary/Červeněves a SK Bystřian Kunčice "B". Sestoupil poslední tým TJ Sokol Hořiněves.

## Konečná tabulka III. třídy okresu Hradec Králové 2006/2007
| Poř. | Tým                                    | Z  | V  | R  | P  | VG | OG | B  |
| ---- | -------------------------------------- | -- | -- | -- | -- | -- | -- | -- |
| 1.   | Sokol Smidary/Červeněves               | 26 | 19 | 5  | 2  | 77 | 33 | 62 |
| 2.   | SK Bystřian Kunčice "B"                | 26 | 14 | 9  | 3  | 72 | 34 | 51 |
| 3.   | SK Slavia Libřice                      | 26 | 13 | 7  | 6  | 56 | 36 | 46 |
| 4.   | TJ Spartak Kosičky "B" (N)             | 26 | 12 | 9  | 5  | 59 | 45 | 45 |
| 5.   | Sokol Lhota pod Libčany "B"            | 26 | 12 | 4  | 10 | 41 | 32 | 40 |
| 6.   | TJ Dolany (N)                          | 26 | 11 | 6  | 9  | 38 | 44 | 39 |
| 7.   | TJ Slavoj Předměřice nad Labem "B" (S) | 26 | 10 | 4  | 12 | 44 | 48 | 34 |
| 8.   | FC Spartak Kobylice "B"                | 26 | 9  | 5  | 12 | 43 | 59 | 32 |
| 9.   | FK Černilov "B"                        | 26 | 8  | 7  | 11 | 48 | 43 | 29 |
| 10.  | TJ Sokol Nové Město nad Cidlinou       | 26 | 8  | 7  | 11 | 41 | 54 | 31 |
| 11.  | TJ Sokol Malšova Lhota                 | 26 | 8  | 7  | 11 | 43 | 41 | 31 |
| 12.  | TJ Sokol Skřivany                      | 26 | 8  | 3  | 15 | 39 | 56 | 27 |
| 13.  | AFK Dobřenice                          | 26 | 3  | 10 | 13 | 26 | 57 | 19 |
| 14.  | TJ Sokol Hořiněves                     | 26 | 3  | 5  | 18 | 32 | 77 | 14 |

Poznámky:
- Z = Odehrané zápasy; V = Vítězství; R = Remízy; P = Prohry; VG = Vstřelené góly; OG = Obdržené góly; B = Body; (S) = Mužstvo sestoupivší z vyšší soutěže; (N) = Mužstvo postoupivší z nižší soutěže (nováček)

|  | Postup do II. třídy okresu Hradec Králové 2007/2008 |
|  | Sestup do IV. třídy okresu Hradec Králové 2007/2008 |